# Imperata conferta
Imperata conferta är en gräsart som först beskrevs av Jan Svatopluk Presl, och fick sitt nu gällande namn av Jisaburo Ohwi. Imperata conferta ingår i släktet Imperata och familjen gräs. Inga underarter finns listade i Catalogue of Life.